# Contea di Pushmataha
La contea di Pushmataha ( in inglese Pushmataha County ) è una contea dello Stato dell'Oklahoma, negli Stati Uniti. La popolazione al censimento del 2000 era di 11 667 abitanti. Il capoluogo di contea è Antlers.